# Пономаренко Дмитро Борисович
Дмитро́ Бори́сович Пономаре́нко (9 січня 1985 — 30 червня 2015) — старший солдат Збройних сил України. Загинув під час російсько-української війни.

## З життєпису
Мобілізований у серпні 2014-го, старший солдат, стрілець 13-го окремого мотопіхотного батальйону, 1-ша окрема танкова бригада. Весною 2015 року зазнав поранення, після кількох місяців лікування повернувся до лав діючого війська.
Поранений в шию 29 червня 2015 року на блокпосту поблизу села Кліщіївка Артемівського району. 30 червня, не приходячи до тями, помер у дніпропетровській лікарні ім. Мечникова.
Похований у Новоселиці Звенигородського району Черкаської області.

## Нагороди
- 21 березня 2016 року, — за мужність, самовідданість і високий професіоналізм, виявлені у захисті державного суверенітету та територіальної цілісності України, вірність військовій присязі, — нагороджений орденом «За мужність» III ступеня (посмертно)[1]